# Iàmblic de Calcis
Iàmblic de Calcis (grec antic: Ἰάμβλιχος; llatí: Iamblichus) (segle iii-segle iv) fou un famós filòsof neoplatònic nascut a Calcis, a Celesíria, possible descendent de l'escriptor del mateix nom (Iàmblic de Babilònia).
Fou deixeble d'Anatoli i de Porfiri i va estudiar Plató i Pitàgores i filosofia caldea i egípcia. Fou escolarca de l'Acadèmia platònica. Va fer una gran feina com a divulgador fundant la seva pròpia escola filosòfica i escrivint llibres que recollien informació sobre els filòsofs més admirats per ell.

## Vida
El poc que se sap de la seva vida procedeix de la Vida dels filòsofs i dels sofistes d'Eunapi de Sardes.
Iàmblic va néixer a Calcis ad Belum (actual Qinnesrin, a prop d'Alep), a Celesíria, cap a l'any 242 (o potser al 265). Pertanyia a la família governant d'Èmesa (actual Homs), els samsigeràmides. Per tant, no era grec, tot i que va tenir una educació com la d'un grec de classe alta del seu temps, que incloïa l'idioma imperial, el llatí. Va rebre influències dels filòsofs neoplatònics, dels quals es portava pocs anys: quinze amb Porfiri (232/233 c. 304), i cinquanta de Plotí (206-270).
Cap als trenta anys Iàmblic va viatjar a Roma per assistir a l'escola peripatètica d'Anatoli, deixeble de Porfiri. Després de la mort de Plotí el 270, Porfiri havia esdevingut el responsable de l'escola neoplatònica de Roma i potser fou el mestre de Iàmblic.

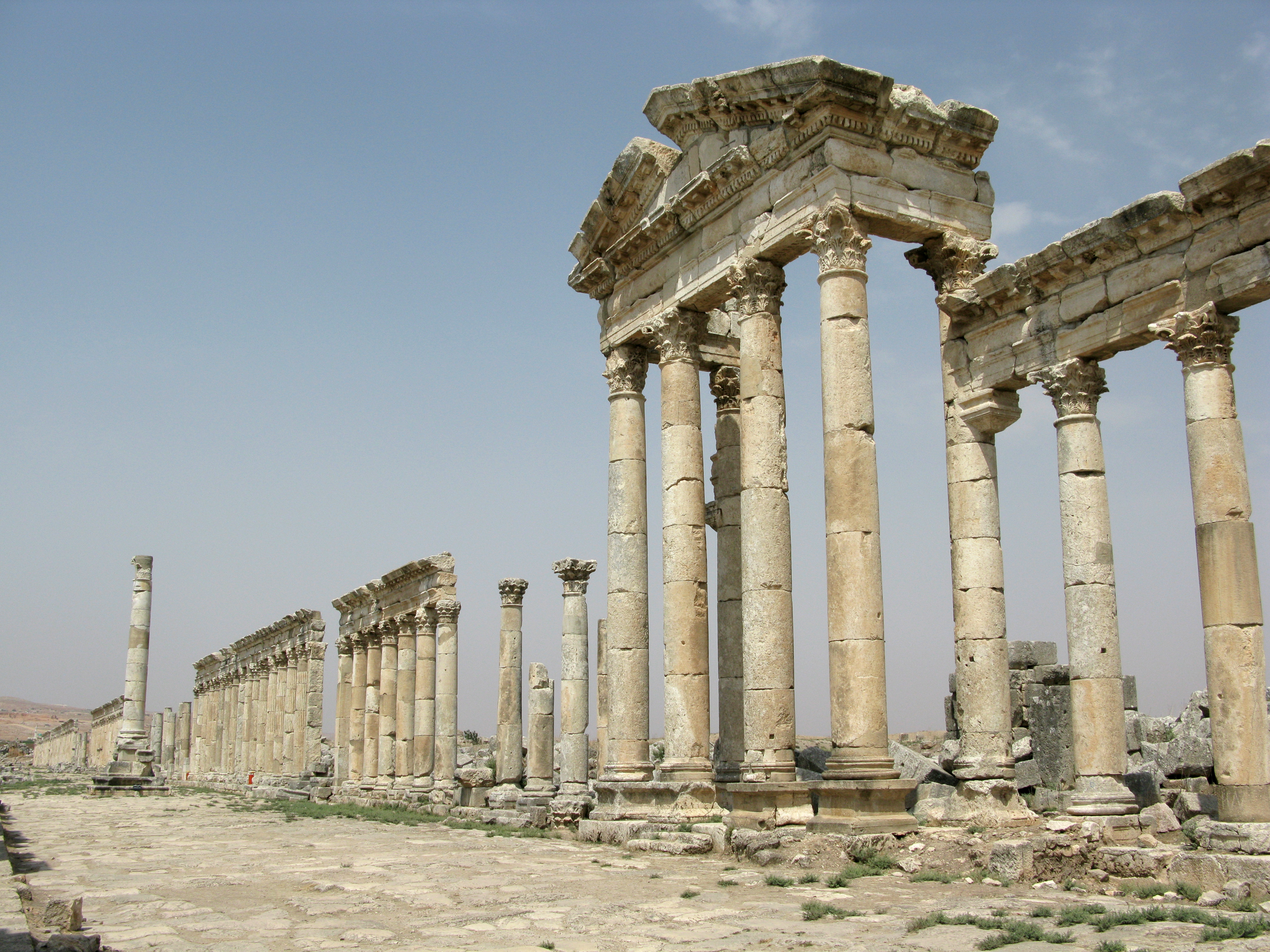
Ruïnes d'Apamea, on Iàmblic va fundar una escola neoplatònica

Vers el 310, Iàmblic va escriure una obra titulada Vida de Pitàgores i després va tornar a Síria, s'establí a Apamea, on cap al 313 va fundar una escola filosòfica. En aquesta escola, els ensenyaments se centraven en comentaris a les doctrines de Plató i d'Aristòtil. A partir del 320, es va dedicar a escriure els Misteris d'Egipte. Entre els seus alumnes va tenir Sòpater d'Apamea (executat per ordre de l'emperador romà Constantí I el Gran), Teodor Asineu, Dexip i Edesi de Capadòcia. Se sap que cada any feia una excursió a les fonts de Gàdara.
Va morir cap a l'any 325 a Apamea. El van succeir al capdavant de la seva escola: Sòpater d'Apamea, Edesius de Capadòcia (que després es va traslladar a Pèrgam) i Eustaci de Capadòcia. L'emperador Julià l'Apòstata (331-363) va ser admirador seu.

## El seu pensament

### Context ideològic
Pertanyia al corrent filosòfic neoplatònic, que de vegades es confon amb els platònics (que havien rebut la seva formació directament de Plató), amb els platònics mitjans (que interpretaven els diàlegs de Plató partint d'una base aristotèlica) i amb els estoics (que havien partit d'una base platònica).
A l'escola de Plotí es llegien textos de platònics com Sever II, Numeni d'Apamea o Tit Pomponi Àtic, i d'altres aristotelistes com Aspasi o Alexandre d'Afrodísies. Les interpretacions de Plotí en relació amb Plató no eren exemples de pensament crític entre els intel·lectuals de l'època, per exemple Dionís Cassi Longí, que havia estat mestre de Porfiri, en criticava la manca d'ortodòxia.
Al món polític es vivia un moment difícil. Primer l'emperador Gordià III, a qui Plotí havia secundat, acabava de ser assassinat; després la mort de l'emperador Gal·liè que havia estat protector seu. A més, el neoplatonisme es trobava en confrontació amb l'emergent cristianisme i amb tendències ideològiques d'aquell moment com la gnosi.
En aquell moment, s'estenia per tot l'imperi la creença que qualsevol que tingués una revelació o coneixement especial (gnosis) obtindria la salvació. Aquesta doctrina afirmava que el món era el resultat de forces malignes i de la ignorància, un món en què hi ha atrapats fragments pertanyents a un món superior constituït per bones deïtats. Aquest esquema general es compleix en el fet que els humans estem esperant, en tant que elements divins immersos dins un cos material, de ser alliberats d'aquest cos i dels poders del mal.
El gnosticisme s'enfrontava a dos rivals: els neoplatònics, que hi veien una perversió del platonisme i els pares de la doctrina cristiana, que veien en aquesta heretgia la marca del paganisme grec.

### La seva filosofia
A partir del mite platònic de les ànimes caigudes, Iàmblic pensava que uns savis havien estat enviats pels déus per il·luminar la humanitat, composta d'ànimes caigudes. Per mitjà d'aquests savis, les ànimes no corrompudes en unió contemplativa amb els éssers intel·ligibles com ara Orfeu, Pitàgores, Plató, Julià el teürg i Aristòtil haurien defugit la tradició divina: «la posició aristotèlica va pervertir les doctrines pitagòriques». Si Porfiri admirava Plató i interpretava Pitàgores en temes platònics, Iàmblic «va pitagoritzar» Plató. El jove Iàmblic tenia Pitàgores com a model filosòfic i guia diví, però més tard, en la seva obra Misteris d'Egipte, posaria per davant Hermes i les idees egípcies.
Iàmblic distingeix entre "ciències matemàtiques" i "aplicacions". Hi ha quatre ciències matemàtiques: aritmètica, geometria, música, astronomia; citades en ordre descendent d'importància. Les aplicacions són tres: l'ètica, la física i la ciència de la producció. Existeixen dos enfocaments de l'aprenentatge: la intuïció (έπιβολή), guiada per la il·luminació directa i d'altra banda, la discursió (διάνοια), mètode per a demostracions. També assenyala que hi ha diverses formes d'expressió en filosofia, concretament, segons les practicades pels socràtics, la lògica i les matemàtiques; però segons les practicades pels pitagòrics, les imatges, els símbols i les analogies.

### ElTimeude Plató i les matemàtiques
Iàmblic va ser, sobretot, un compilador. Va recollir les doctrines que admirava i la seva obra Exhortació a la filosofia és un discurs de propaganda acadèmica d'inspiració aristotèlica en què pren el Timeu per pitagòric.
No obstant això, hi ha dues qüestions que afecten la seva doctrina sobre l'ànima, sens dubte inspirades per les idees exposades en el Timeu. En aquest diàleg, l'ànima és la meditació entre la intel·ligència indivisible (les idees) i allò que és sensible, divisible i múltiple. L'ànima assegura així la cohesió interna de l'univers (pròxim a la funció d'"eros" en El convit). L'instrument de l'ànima per racionalitzar allò que és sensible, múltiple i canviant (per a fixar el fenomen dins una forma: la idea) i recíprocament per a «fenomenalitzar» el pensament resideix en les matemàtiques, amb les quals l'ànima dona unitat a allò que és divers i li dona capacitat de racionalitzar l'ordre del món sensible.

### La teúrgia
Olimpiòdor el jove contrastava els neoplatònics contemplatius amb els teürgs (de théos= 'déu' i urgos= 'fabricar'): «Molts, com Porfiri i Plotí, prefereixen la filosofia, d'altres com Iàmblic, Sirià i Procle, prefereixen la teúrgia (ιερατική)». El segon interès de Iàmblic va ser la teúrgia. En aquest sentit es va separar de Plotí, perquè va prendre una actitud irracional.
La teúrgia era un conjunt de pràctiques místiques i rituals màgics. Segons la teúrgia, l'ànima participa en una fusió mística amb éssers superiors que són: herois, dimonis, àngels, arcàngels, Un, i el Déu inefable. Dit d'altra manera, la teúrgia segons Iàmblic no és un conjunt de supersticions, sinó més aviat un mitjà que fa servir l'ànima per a divinitzar-se, en practicar els rites que, pas a pas (començant primer pels sacrificis i després pujant cap a nivells superiors amb les invocacions), aconsegueixen arribar a l'èxtasi místic. Aquest èxtasi no és un poder que els humans tinguin sobre els déus, sinó el resultat d'una retrocessió divina que permet ascendir els graons. Dit d'altra manera, la disposició al ritual ve dels déus que procedeixen de manera emanativa.
Malgrat tot, no va ser Iàmblic qui va unificar teúrgia i filosofia. Van ser Procle i Damasci els qui van desenvolupar una teologia negativa amb què els elements derivarien en l'hermetisme i en el racionalisme teològic de sant Agustí, o amb l'intent de l'emperador Julià l'apòstata de paganitzar el cristianisme.

## Obres
Va escriure un bon nombre d'obres, de les quals poques s'han conservat. Les seves obres principals són:
- Περὶ Πυθαγόρου αἱρέσεως, tractat on llista els pitagòrics amb cinc llibres titulats: Περὶ τοῦ Πυθαγορικοῦ Βίου, Προτρεπτικοὶ λόγοι εἰς φιλοσοφίαν, Περὶ κοινῆς μαθηματικῆς ἐπιστηυς, Περὶ τῆς Νικομάχου ἀριθμητικῆς εἰσαγωγῆς, i Δεολογούμενα τῆς ἀριθμητικῆς,
- Περὶ μυστηρίων,
- Περὶ ψυχῆς,
- Περὶ τῆς τελειοτάτης Χαλκιδαϊκῆς φιλοσοφίας